# 만화세계 옛이야기
만화세계 옛이야기는 TBS 계열의 애니메이션 시리즈이다. 1976년 10월 7일부터 1979년 3월 28일까지 127화로 방영되었다. 
대한민국에서는 TBC를 통해 1977년 12월 6일부터 1979년 6월 29일까지 '금나라 은나라'라는 제목으로 방영되었다. 
이후 1983년 MBC를 통해 '어린이 명작동화'라는 제목으로 방영되었다. 

## 주제가
오프닝
- 금나라 은나라

엔딩
- 늪왕의 저주

## 동양방송의 제공 시보
- 일동제약